# Donaubrücke Deggenau
Die Donaubrücke Deggenau ist eine 848 m lange Autobahnbrücke der Bundesautobahn 3 in Niederbayern. Das Bauwerk überquert in einem Kreuzungswinkel von 50 Grad die Donau zwischen dem Autobahnkreuz Deggendorf und der Anschlussstelle Hengersberg  bei Flusskilometer 2282,52. Die Brücke wurde zwischen den Jahren 1970 und 1975 errichtet.
Der Brückenzug besteht aus einer 412,5 m langen Vorlandbrücke aus Spannbeton, die im rechten Donauvorland liegt, und der stählernen 435 m langen Flussbrücke, einer Schrägseilbrücke, deren Pylon am linken Donauufer steht. Der Übergang zwischen den beiden Brückenabschnitten erfolgt auf einem 53 m langen und 7 m breiten Trennpfeiler.
Im Rahmen des Ausbaus der A3 auf 6 Fahrstreifen soll die Brücke abgerissen und durch einen Neubau ersetzt werden.

## Vorlandbrücke

### Überbau
Die Spannbetonbrücke besteht aus zwei getrennten Überbauten und hat sieben Felder mit Stützweiten von 55,0 m + 5 × 60,5 m + 55,0 m. Die Überbauten sind zweizellige Spannbetonhohlkästen mit einer konstanten Konstruktionshöhe von 3,0 m. Die senkrechten Stege sind 56 cm dick, die Bodenplatte hat eine Minimaldicke von 15 cm bei einer Bodenplattenbreite von 8,9 m.
Die Herstellung erfolgte in 14 Betonierabschnitten auf Lehrgerüsten.

### Gründung und Unterbauten
Die Überbauten ruhen auf flach gegründeten massiven Stahlbeton-Pfeilerscheiben mit einer Grundfläche von 12,0 m × 2,0 m.

## Flussbrücke

### Überbau
Da die Brückenpfeiler unter 40 bis 45 Grad schief zur Brückenachse stehen und das Hauptfeld doppelt so lang ist wie das Nebenfeld, hat die einhüftige Schrägseilbrücke eine ungewöhnliche Seilgeometrie. Die Stromöffnung mit 290 m Stützweite wird von drei büschelförmig angeordneten Seilebenen getragen, wobei die erste aus zwei parallelen Kabeln besteht. Die Aufhängepunkte sind in der Mitte des Brückenquerschnittes im Abstand von 72,5 m – 79,75 m – 62,25 m – 72,5 m angeordnet. Die Vorlandöffnung mit 145 m Stützweite wird von zwei Seilebenen getragen. Dabei ist eine in Feldmitte und die andere, bestehend aus den drei äußeren Seilen der Hauptöffnung, im Widerlager Passau verankert.
Der Brückenquerschnitt besteht aus einem dreizelligen stählernen Kasten, mit einem 14 m breiten Bodenblech bei einer Querschnittshöhe von 4,465 m in Querschnittsmitte.
Der Brückenpylon ist 87 m hoch, hat einen Stahlhohlkasten als Querschnitt und wurde in der Form eines Y ausgebildet. Unten hat der Stiel einen Querschnitt von 2,0 m × 4,0 m, oberhalb der Gabelung betragen die Abmessungen der beiden Stiele 1,85 m × 4 m. Die Auflagerkraft beträgt maximal 120 MN.

### Gründung und Unterbauten
Der Pylonpfeiler mit einer Grundfläche von 25,0 m × 5,0 m ist auf 44 Bohrpfählen mit 120 cm Durchmesser tiefgegründet. Die Pfahllänge beträgt ungefähr 25 m.